# Richard C. Drum
Pour les articles homonymes, voir Drum.
Richard Coulter Drum (28 mai 1825 - 15 octobre 1909) a été adjudant général de l'armée américaine de 1880 à 1889. De 1906 à 1907, il a été vice-président, de 1907 à 1908, président de l'Aztec Club de 1847.

## Biographie

### Jeunesse
Richard C. Drum naît à Greensburg, en Pennsylvanie, le 28 mai 1825. Il est diplômé du Jefferson College avant de se lancer dans l'imprimerie.
Au début de la guerre américano-mexicaine en 1846, il s'engage comme simple soldat dans le 1er Volontaire de Pennsylvanie (1st Pennsylvania Volunteers)  et, l'année suivante, il est nommé sous-lieutenant (second lieutenant) dans le 9e Infanterie (9th Infantry) de l'armée régulière. Il participe à de nombreuses batailles pendant la guerre, notamment à Chapultepec et à Mexico.
Après la guerre, il est transféré à la quatrième artillerie (Fourth Artillery) et est promu First lieutenant (premier lieutenant). Il sert d'aide de camp au général William S. Harney lors de son expédition contre les Sioux et participe à la bataille de Ash Hollow.

### Guerre civile
En 1861, il est nommé assistant de l'adjudant général pour le lointain département du Pacifique (Pacific Department) et promu capitaine. Il est rapidement promu commandant et lieutenant-colonel et, à la fin de la guerre civile américaine, il est breveté colonel et brigadier General (général de brigade), pour services loyaux et méritoires rendus au département de l'adjudant-général pendant la guerre.
Drum est membre de la commanderie du district de Columbia de l'Ordre militaire de la Légion loyale des États-Unis (Military Order of the Loyal Legion of the United States), une prestigieuse société militaire composée d'officiers des forces armées de l'Union et de leurs descendants.
Entre autres honneurs, il a donné son nom à Camp Drum, une base militaire de 60 acres située à Wilmington, en Californie, et à Fort Drum, le "cuirassé de béton" situé à l'embouchure de la baie de Manille aux Philippines.

### Services ultérieurs
Drum est adjudant-général adjoint pour le département de Californie de juin 1865 au 1er octobre 1866. Il est nommé adjudant-général adjoint pour le département de l'Est, dont le quartier général se trouve à Philadelphie, en Pennsylvanie, du 27 décembre 1866 au 6 janvier 1868. Il est nommé adjudant-général adjoint du 3e district militaire jusqu'au 1er août 1868 et du département du Sud, avec siège à Atlanta (Géorgie) du 20 mars 1868 au 20 mars 1869, et du 3 avril 1869 au 26 novembre 1873 pour le département militaire de l'Atlantique.
Drum est promu colonel le 22 février 1869. Il est à nouveau nommé adjudant-général adjoint, pour la division militaire du Missouri, à Chicago du 28 novembre 1873 au 2 mai 1878, où il commande les troupes fédérales lors de la Grande grève des chemins de fer de 1877. Il sert ensuite jusqu'à sa retraite au bureau de l'adjudant-général à Washington.
Le 16 juin 1880, il devient adjudant général de l'armée américaine et est promu brigadier general (général de brigade). Il prend sa retraite le 20 mai 1889.

### Décès
Le général Drum meurt à Drummond, dans le Maryland, le 15 octobre 1909[1] et est enterré au cimetière national d'Arlington.

### Affiliations
En 1871, il devient membre de l'Aztec Club of 1847, une société militaire pour les officiers qui ont servi pendant la guerre du Mexique et leurs descendants. En 1896, il devient compagnon vétéran de l'ordre militaire des guerres étrangères (Military Order of Foreign Wars) en raison de son service pendant la guerre américano-mexicaine. Il est également compagnon de la commanderie du district de Columbia de l'ordre militaire de la Légion loyale des États-Unis (Military Order of the Loyal Legion of the United States).

## Source
- (en) Cet article est partiellement ou en totalité issu de l’article de Wikipédia en anglais intitulé « Richard C. Drum » (voir la liste des auteurs).